# Michael Gaughan
Michael Gaughan (ur. 24 marca 1943 w Omaha, w stanie Nebraska) – amerykański inwestor, działający w branży kasynowej na terenie Las Vegas. Michael jest byłym właścicielem drużyny NASCAR South Point Racing, którą ponadto w przeszłości reprezentował jego syn – Brendan Gaughan. Pod koniec 2007 roku team został rozwiązany.

## Życiorys
Michael jest synem Jackiego Gaughana – biznesmena, który także zajmował się inwestowaniem w Las Vegas. W młodości Michael interesował się profesjonalnymi wyścigami samochodowymi, wygrywając między innymi wyścig Mint 400 w 1966 roku. W wyniku tej pasji, w 1999 roku utworzył team South Point Racing występujący w serii NASCAR. Zespół został jednak rozwiązany w 2007 roku.
Gaughan przez pierwsze lata biznesowej działalności pełnił różne role w branży kasynowej, posiadając udziały w licznych obiektach. W marcu 1979 roku otworzył swój pierwszy hotel/kasyno – Barbary Coast Hotel and Casino, wybudowany za kwotę 11,5 milionów dolarów. Obiekt, zajmujący powierzchnię zaledwie 17.000 m², stał się podłożem do konstrukcji Coast Casinos. W 2004 roku Michael sprzedał Coast Casinos za 1,3 miliard dolarów korporacji Boyd Gaming. Z kolei w 2006 roku Gaughan wykupił od Boyd Gaming inny obiekt, South Coast, za 576 milionów dolarów. Następnie zmienił jego nazwę na South Point.
W 2009 roku Gaughan został wprowadzony do Gaming Hall of Fame.

## Michael Gaughan Airport Slots
Michael Gaughan Airport Slots to ponad 1.300 automatów do gier, które znajdują się na terminalach lotniska McCarran International Airport w Paradise, w stanie Nevada. Gaughan posiada wyłącznościowe prawa do zarządzania nimi.